# Josef Nikolaus Rheinboldt
Josef Nikolaus Rheinboldt (* 6. Dezember 1860 in Sinzheim; † 21. September 1931 in Forte dei Marmi) war ein deutscher Volkswirt, Politiker und Diplomat.

## Leben
1884 wurde Rheinboldt badischer Finanzbeamter und 1892 Finanzrat. 1900 erfolgte die Ernennung zum Geheimen Finanzrat und Reichsbevollmächtigten für Zölle und Steuern für die preußische Provinz Sachsen, für das Herzogtum Anhalt und die Thüringischen Staaten.
1905 wechselte Rheinboldt ins Reichsschatzamt, wo er den Rang eines Geheimen Regierungsrats und Vortragenden Rats bekleidete. Bereits 1909 kehrte er in den badischen Staatsdienst zurück und wurde als Ministerialdirektor stellvertretender Bevollmächtigter beim Bundesrat.
1910 trat er als badischer Finanzminister in die Regierung Dusch ein. 1911 wurde er zusätzlich badischer Eisenbahnminister und Wirklicher Geheimer Rat. Diese Funktionen übte er auch in der Regierung Bodman aus. Nach der Novemberrevolution und dem Ende des Großherzogtums Baden ging Rheinboldt 1919 zum Auswärtigen Dienst. 1920 bis 1926 war er Leiter des deutschen Generalkonsulats in Zürich und zugleich Finanzbeirat der Botschaft in Bern und ab 1924 zusätzlich Leiter des Konsulats für Liechtenstein. 1926 trat er in den Ruhestand.
Er ist der Vater des Chemieprofessors Heinrich Rheinboldt.

## Schriften
- Biersteuer. In: Max Fleischmann (Hrsg.): Wörterbuch des Deutschen Staats- und Verwaltungsrechts. 2. Auflage, München 1910–1911, Band 1 (A–F), S. 469–476.
- Die deutsche Finanzwirtschaft während des Krieges und die Möglichkeiten ihrer Ordnung. Bensheimer, Mannheim et al. 1919.